# Rates de túnel
Les Rates de túnel eren soldats americans, australians, neozelandesos i sud-vietnamites que van realitzar missions de recerca i destrucció subterrànies durant la guerra del Vietnam. Més tard, equips similars van ser utilitzats per l'exèrcit soviètic durant la guerra soviètica-afganesa i per les Forces de Defensa d'Israel en campanyes a l'Orient Mitjà.

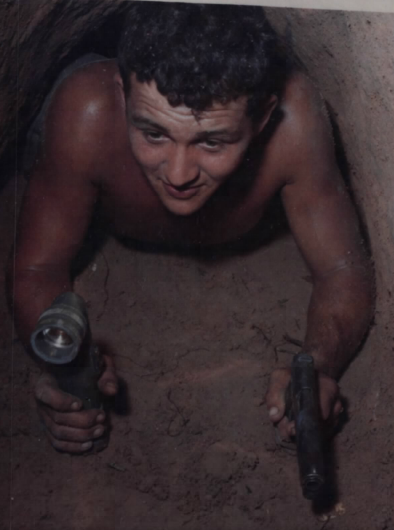
Sgt. Ronald H. Payne es mou per un túnel a la recerca del Viet Cong amb una llanterna i una pistola M1911.

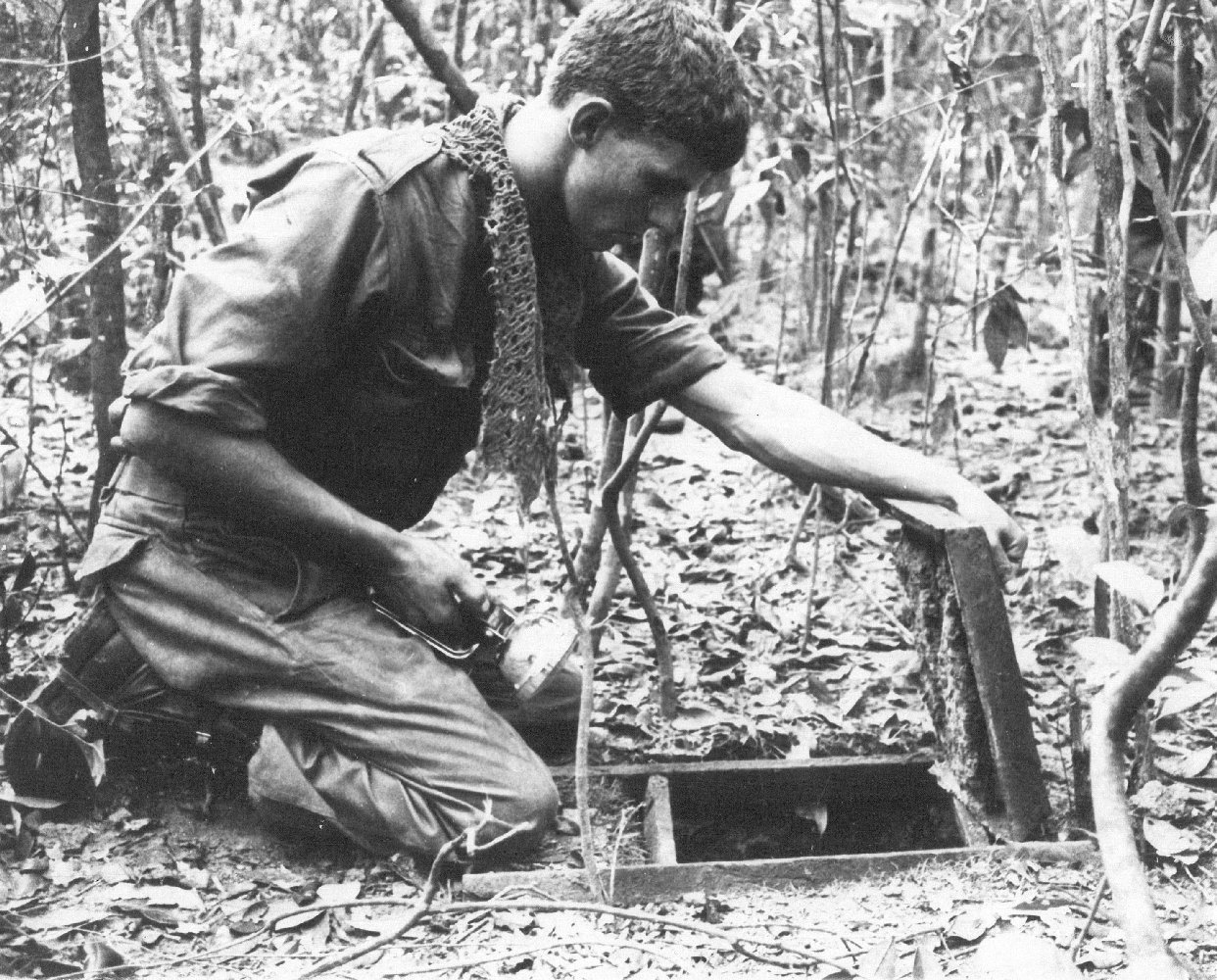
Una rata de túnel australiana que mirava un túnel del Viet Cong descoberta durant l'operació Crimp, Vietnam.

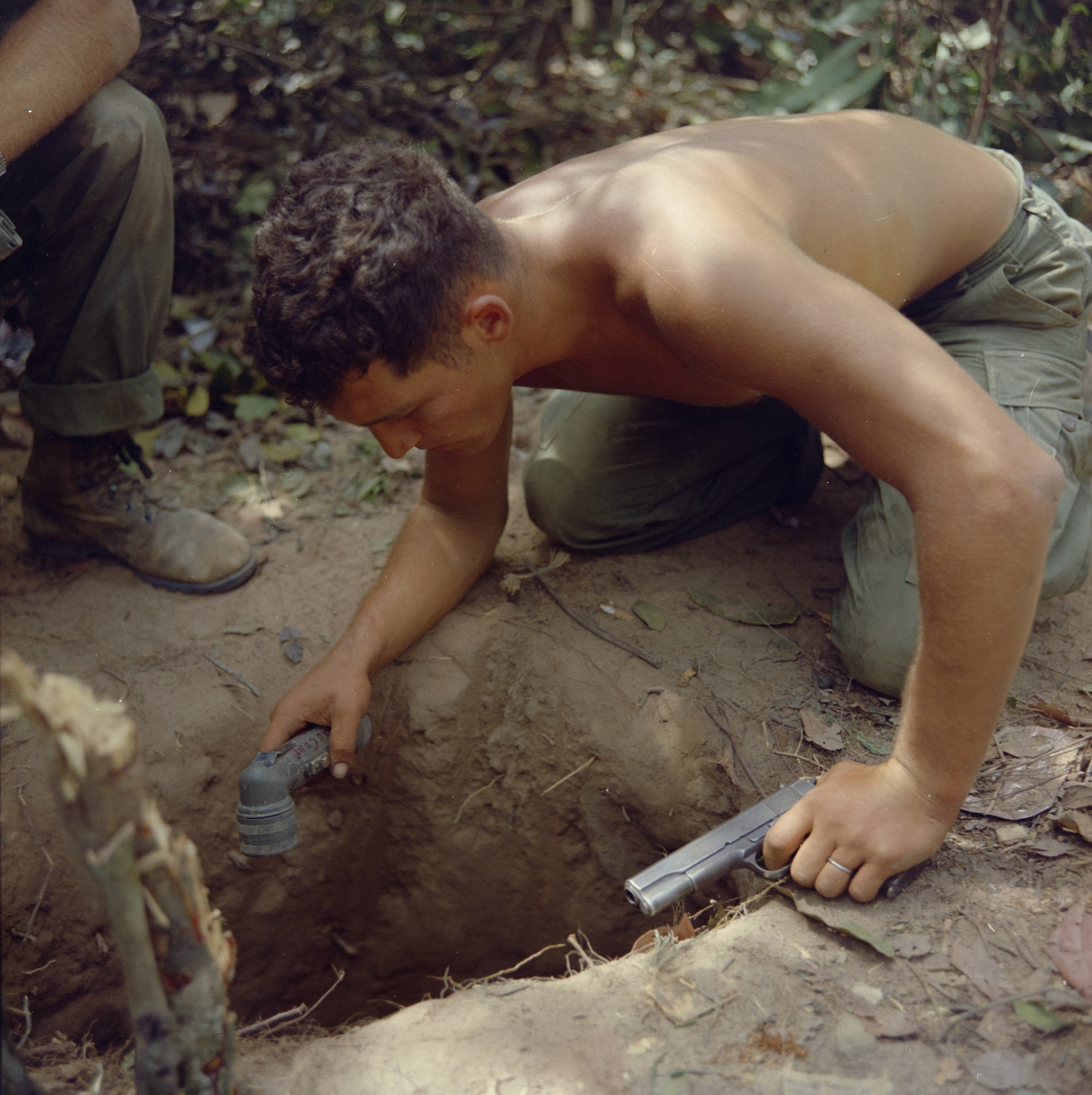
Sgt. Ronald H. Payne entrant a un túnel a la recerca del Viet Cong amb una llanterna i una pistola M1911.

## Història

### Guerra del Vietnam
Durant la guerra de Vietnam, les "rates de túnel" es varen convertir en una especialitat no oficial per als combat engineers voluntaris i infants de l'exèrcit australià i l'exèrcit dels EUA que van netejar i destruir els complexos de túnels enemics. El seu lema era la frase llatina irònica Non Gratum Anus Rodentum ("no val el cul d'una rata").
En les primeres etapes de la guerra contra les forces colonials franceses, el Viet Minh va crear un extens sistema subterrani de túnels, que després va ser ampliat i millorat pel Viet Cong. A la dècada de 1960, els complexos de túnels incloïen hospitals, àrees d'entrenament, instal·lacions d'emmagatzematge, seu i barracons. Aquestes diverses instal·lacions, juntament amb sistemes de ventilació sofisticats, van permetre que els guerrillers de VC romanguessin ocults sota terra durant mesos.
Durant la guerra del Vietnam, les tropes d'ANZUS van descobrir un gran nombre de túnels enemics mentre patrullaven o realitzaven operacions més grans. Els homes de la 3 Field Troop, una unitat d'enginyeria de combat australiana que va servir al Vietnam des del 1965 fins al 1966, han argumentat de manera convincent que van ser les primeres tropes aliades a entrar als túnels. Les rates del túnel tenien l'encàrrec de destruir-les, reunir-hi intel·ligència i matar o capturar els seus ocupants, sovint en condicions de combat cos a cos. Normalment, una rata de túnel només estava equipada amb una pistola M1911 o un revòlver M1917, una baioneta, una llanterna i explosius.
S'ha sabut que a moltes rates de túnel no els va agradar la intensa explosió de musell del cartutx .45 ACP, de relatiu gran de calibre, ja que l'ona de xoc del .45 sovint podia deixar sord temporalment quan es disparava en un espai reduït. En conseqüència, alguns van preferir netejar els túnels armats amb un revòlver .38 Special equipat amb un supressor de so i altres armes no estàndard. "Algunes de les automàtiques HD .22 d'alt estàndard suprimides per l'OSS des de l'època de la Segona Guerra Mundial, van arribar a mans dels rates de túnel. Però aquestes armes eren molt poques i les desitjaven diverses unitats especials. Les rates utilitzaven armes personals, que anaven des d'automàtiques de calibre 25 fins a escopetes retallades.
A més dels combatents enemics, els mateixos túnels presentaven molts perills potencials per a les rates de túnel. De vegades estaven mal construïts i simplement s'ensorraven. Els túnels eren sovint trampes caçababaus amb granades de mà, mines antipersonal i estaques Punji. El VC fins i tot va fer servir serps verinoses (col·locades com a trampes explosives vives). Les rates, les aranyes, els escorpins i les formigues també representaven amenaces per a les rates de túnel. Els ratpenats també es posaven als túnels, encara que en general eren més una molèstia que una amenaça. La construcció del túnel de tant en tant incloïa funcions antiintrusos com ara corbes en U que es podien inundar ràpidament per atrapar i ofegar la rata de túnel. De vegades s'utilitzaven gasos verinosos. Per tant, una rata de túnel podria optar per entrar als túnels amb una màscara antigàs (posar-se'n una dins sovint era impossible en un espai tan restringit). Segons els veterans de les rates de túnel dels Estats Units, però, la majoria de les rates del túnel normalment anaven sense màscares de gas perquè portar-ne una feia encara més difícil veure, escoltar i respirar als passatges foscos i estrets.
Les rates del túnel eren generalment els homes de menor estatura (165 cm o menys), que podien maniobrar amb més comoditat als túnels estrets. Tom Mangold i John Penycate, autors d'un dels relats definitius de la guerra de túnels durant la guerra del Vietnam, van informar que les rates de túnel dels Estats Units eren gairebé exclusivament soldats d'ascendència europea o hispàns, molts dels quals eren porto-riquenys o mexicans americans.
Segons el relat de Mangold i Penycate, les rates de túnel van cridar l'atenció pública per primera vegada el gener de 1966, després d'una operació combinada dels EUA i d'Austràlia contra els túnels de Củ Chi a la província de Bình Dương, coneguda com a Operació Crimp. Els "Diehards" del 1r Batalló d'Enginyers de l'exèrcit dels EUA van ser més tard rates de túnel durant la seva rotació pel districte de Củ Chi del Vietnam del Sud el 1969.
En els anys posteriors a l'acabament de la guera del Vietnam, les rates de túnel varen patir un alt percentatge de lesions i malalties de l'agent taronja a causa de l'exposició dels soldats a les substàncies químiques a terra o que es van filtrar des de la terra superior a l'interior del túnel. Mentre es trobaven als túnels, els soldats respiraven aire molt saturat amb l'agent taronja.

## Afganistan
L'Afganistan compta amb una àmplia sèrie de túnels històrics utilitzats per transportar aigua i el "kariz". Durant la guerra soviètica de 1979-1989 a l'Afganistan, aquests túnels van ser utilitzats pels combatents moltahidins. Per tant, el 40è Exèrcit soviètic va desplegar les seves pròpies unitats de neteja i demolició de túnels, a les quals se'ls va encarregar de netejar els túnels dels combatents enemics, desarmar les trampes explosives i destruir els complexos subterranis. Segons els relats contemporanis, el Cos de Marines dels Estats Units i els Royal Marines britànics van participar en un treball similar a la guerra de l'Afganistan.

## Israel
SAMOOR (en hebreu: סמור, "Mustela"), una formació dins de la unitat d'enginyers de combat d'elit Yahalom d'Israel, està encarregada de moltes de les mateixes missions que van realitzar les rates de túnel durant la Guerra del Vietnam.